# Ellsworths land

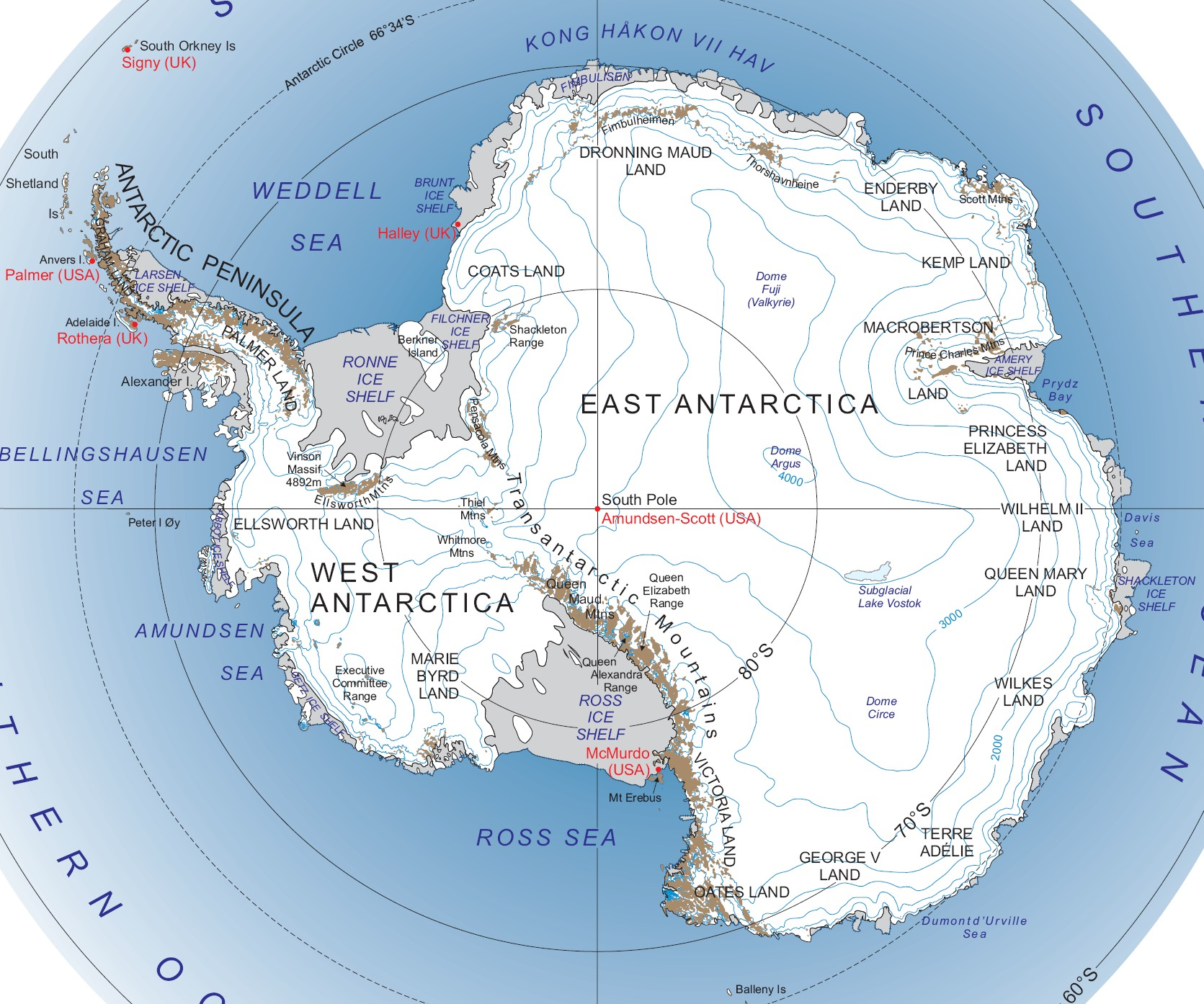
Lägeskarta, Ellsworth Land till vänster på kartan.

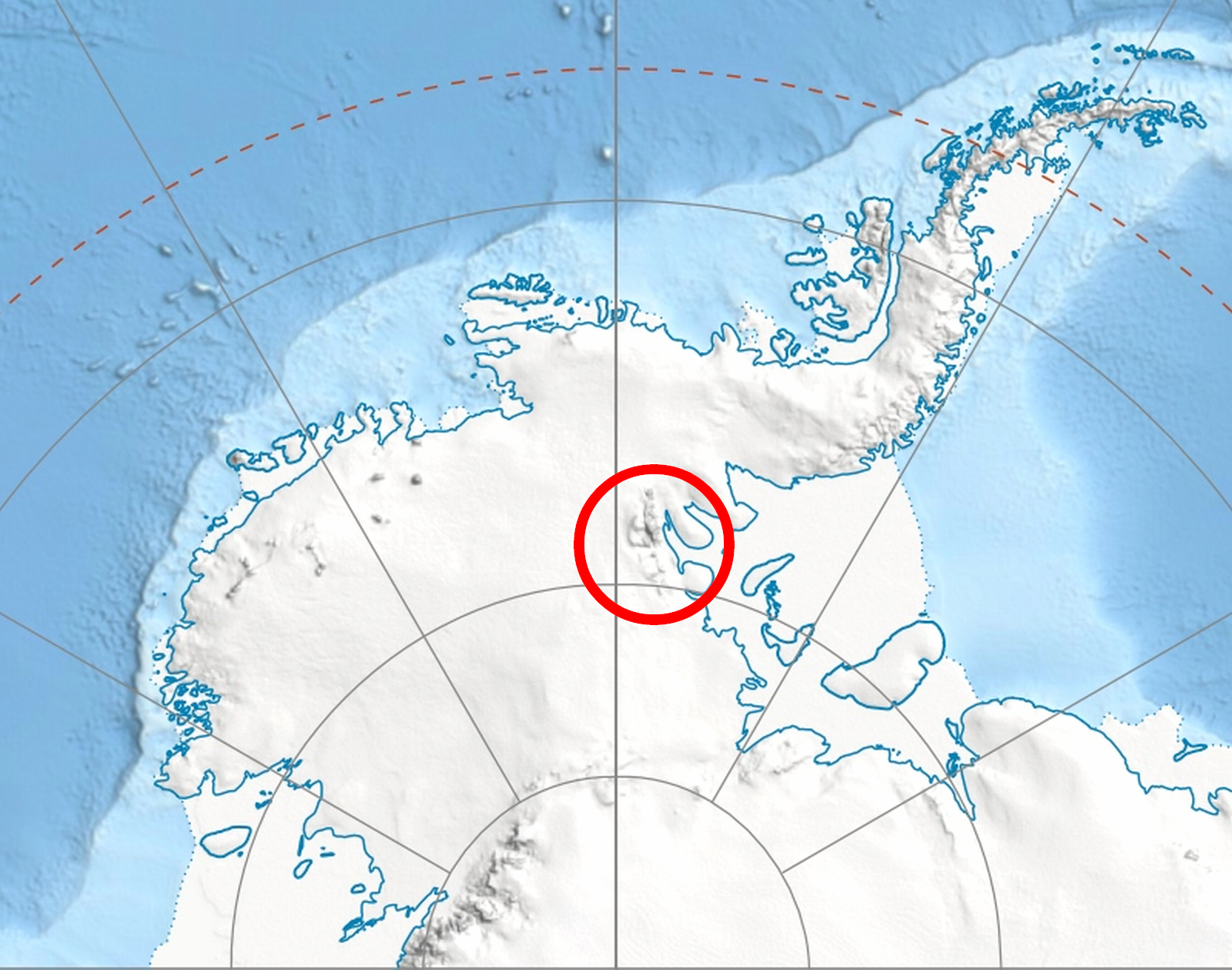
Översiktskarta över Ellsworth Land med Ellsworth Mountains utmärkt.

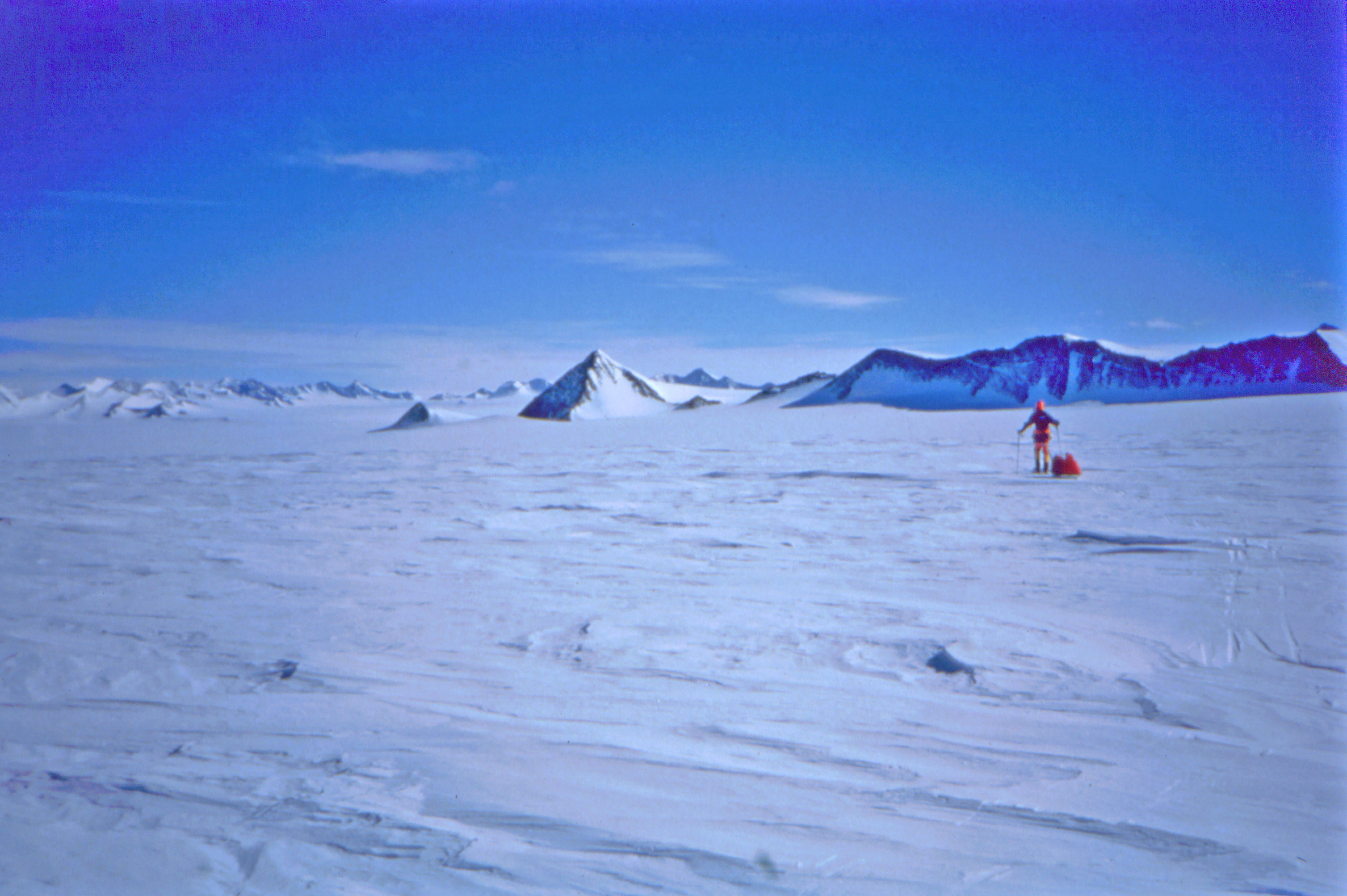
Horseshoe Valley nära Ellsworth Mountains.

Ellsworths Land (engelska: James W. Ellsworth Land) är ett landområde i västra Antarktis.

## Geografi
Ellsworths Land ligger nedom den södra delen av Antarktiska halvön i Västantarktis mellan Palmer Land och Marie Byrds land. Området gränsar till Bellingshausenhavet i väst och mot Larsens shelfis, Filchner Ronne shelfis och Weddellhavet i öst. Området sträcker sig mellan cirka 79°45'V till 103°25'V.
Området är bergigt med bergskedjan Ellsworth Mountains som högsta del, de högsta topparna är Vinson Massif med 4 892 m ö.h. och Mount Tyree (4 852 m), Mount Shinn (4 660 m), Mount Gardner (4 587 m) och Mount Craddock (4 368 m). Andra bergskedjor är Hudson Mountains, Jones Mountains, Behrendt Mountains, Merrick Mountains, Sweeney Mountains och Scaife Mountains.
Ellsworths Land omfattar
- delar av English Coast (73° V till 79° V)
- Bryan Coast, mellan 79° V till 89° V
- Eights Coast, mellan 89° V till 103°25'V

Området ligger delvis inom Argentinska Antarktis, Chilenska Antarktis och Brittiska Antarktis (respektive nationers Landanspråk på Antarktis).

## Historia
Ellworths Land namngavs 1935 av amerikanske Lincoln Ellsworth som under november och december genomförde en flygning över Antarktis från Dundee Island till Ross shelfis. Lincoln döpte området efter sin far James Ellsworth.
1962 fastställdes namnet till Ellsworth Land av amerikanska "Advisory Committee on Antarctic Names" (US-ACAN, en enhet inom United States Geological Survey).